# Université de Chiba
L'université de Chiba (千葉大学, Chiba daigaku) est une université nationale à Chiba, au Japon.

## Personnalités liées
- Norihisa Tamura, ministre de la Santé